# Abax
Abax — рід жуків-турунів (Coleoptera, Carabidae) з триби Pterostichini підродини Harpalinae. 

## Опис
Довжина тіла 11—25 мм. Жуки чорні, блискучі. Лапки зверху голі. Вусики опушені з 4-го членика. 7-й проміжок надкрил в основній частині кілевидно піднятий, їхні дорзальні проміжки без щетинконосних пор.

## Біологія
Живуть в лісах. Хижаки. 

## Класифікація
Близько 100 видів і підвидів в Голарктиці. Близько десяти видів в Європі. Належать до надтриби Pterostichitae і триби Pterostichini у складі підродини Harpalinae.

### Підроди
- Abacopercus
- Abax
- Pterostichoabax

## Список видів
- Abax arerae Schauberger, 1927
- Abax baenningeri Schauberger, 1927
- Abax beckenhauptii (Duftschmid, 1812)
- Abax carinatus (Duftschmid, 1812)
- Abax continuus Ganglbauer, 1891
- Abax ecchelii Bertalini, 1887
- Abax exaratus (Dejean, 1828)
- Abax fiorii Jakobson, 1907
- Abax oblongus Dejean, 1831
- Abax ovalis (Duftschmid, 1812)
- Abax parallelepipedus Piller & Mitterpacher, 1783
- Abax parallelus Duftschmid, 1812
- Abax pilleri Csiki, 1916
- Abax pyrenaeus Dejean, 1828
- Abax schueppeli Palliardi, 1825
- Abax springeri J. Muller, 1925
- Abax teriolensis Schauberger, 1921